# Curitiba

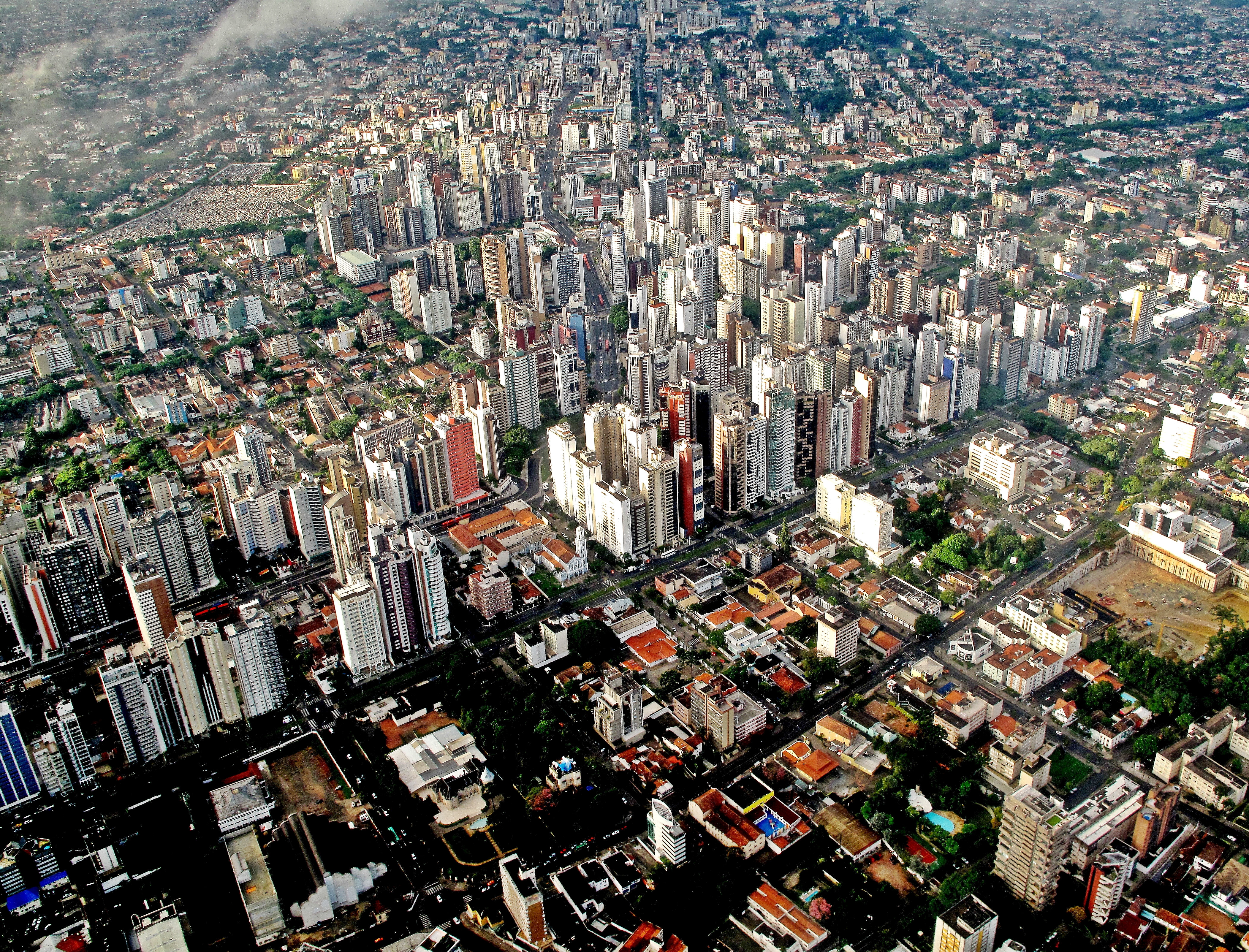
Trung tâm Curitiba

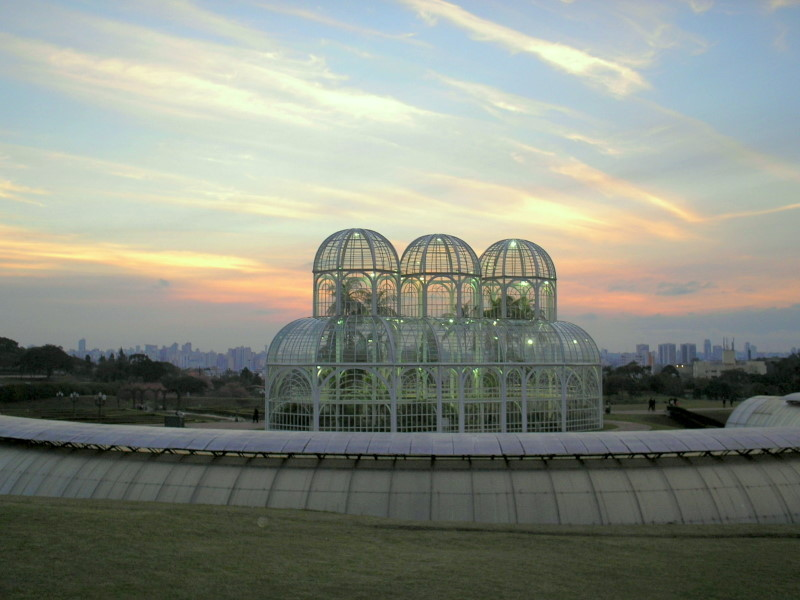
Vườn Bách thảo của Curitiba.

Curitiba, một thành phố ở thành phố lớn nhất vùng nam Brasil, là thủ phủ của bang Paraná. Dân số thành phố là 1.760.500 người (năm 2010), làm cho nó là thành phố đông dân thứ 8 ở Brasil, và lớn nhất ở khu vực miền Nam của Brazil. Khu vực đô thị của nó, được gọi là vùng đô thị Curitiba (tiếng Bồ Đào Nha: Região Metropolitana de Curitiba), bao gồm 26 khu đô thị tự quản với tổng dân số trên 3,2 triệu người (IBGE ước tính trong năm 2010), xếp thứ bảy về dân số trong các vùng đô thị ở Brasil.
Curitiba là một trung tâm văn hóa, chính trị và kinh tế quan trọng ở Brasil và ở châu Mỹ Latinh. Thành phố này nằm trên một cao nguyên cao 932 mét (3058 ft) trên mực nước biển. Thành phố có cự ly 105 km (65 dặm) về phía tây của cảng biển của Paranagua và được phục vụ bởi các sân bay quốc tế Afonso Pena và sân bay Bacacheri. Thành phố có Đại học Liên bang Paraná, được thành lập vào năm 1912.

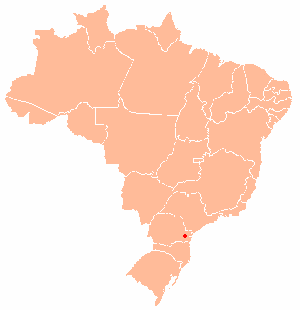
Curitiba ở Brasil

Đợt mở rộng đầu tiên của Curitiba đã được dựa trên việc buôn bán gia súc (1700-1900), thành phố tọa lạc ở nửa đường giữa xứ chăn nuôi gia súc ở phía nam và các thị trường phía bắc. Sau đó (1850-1950), thành phố đã tăng trưởng nhờ việc mở rộng khai thác gỗ và nông nghiệp ở bang Paraná (khai thác gỗ Araucaria đầu tiên, sau đó là trồng trọt vào thập niên 1970, gồm trồng cà phê và trồng lúa mì, ngô và đậu tương,). Trong giai đoạn này (sau 1850) làn sóng người nhập cư châu Âu đến ở Curitiba, chủ yếu là Đức, Ý, Ba Lan và Ukraina, góp phần vào sự phát triển kinh tế và văn hóa của thành phố. Ngày nay, chỉ một số lượng nhỏ của những người nhập cư nước ngoài đến, chủ yếu là từ Trung Đông và những người khác từ châu Mỹ Latinh.
Việc mở rộng thành phố lớn nhất diễn ra sau những năm 1950, với một quy hoạch đô thị sáng tạo làm thay đổi quy mô dân số từ vài trăm ngàn đến hơn một triệu người. Ngày nay nền kinh tế Curitiba dựa vào ngành công nghiệp và dịch vụ, là nền kinh tế lớn thứ 4 tại Brasil. Tốc độ tăng trưởng kinh tế xảy ra song song với một dòng chảy vào bên trong đáng kể của Brazil từ các thành phố khác của quốc gia này (khoảng một nửa dân số của Curitiba không phải được sinh ra trong thành phố).
Curitiba hiện có các chỉ số phát triển con người nằm trong nhóm cao nhất của Brazil (0,856) và trong năm 2010 đã được trao tặng các giải thưởng thành phố bền vững toàn cầu, một giải thưởng được thiết lập lên để công nhận các thành phố và đô thị tự quản nổi trội trong phát triển đô thị bền vững trên toàn thế giới. Theo tạp Mỹ Reader's Digest, Curitiba là "thành phố lớn Brasil tốt nhất" để sinh sống.

## Khí hậu
| Dữ liệu khí hậu của Curitiba (1961–1990) | Dữ liệu khí hậu của Curitiba (1961–1990) | Dữ liệu khí hậu của Curitiba (1961–1990) | Dữ liệu khí hậu của Curitiba (1961–1990) | Dữ liệu khí hậu của Curitiba (1961–1990) | Dữ liệu khí hậu của Curitiba (1961–1990) | Dữ liệu khí hậu của Curitiba (1961–1990) | Dữ liệu khí hậu của Curitiba (1961–1990) | Dữ liệu khí hậu của Curitiba (1961–1990) | Dữ liệu khí hậu của Curitiba (1961–1990) | Dữ liệu khí hậu của Curitiba (1961–1990) | Dữ liệu khí hậu của Curitiba (1961–1990) | Dữ liệu khí hậu của Curitiba (1961–1990) | Dữ liệu khí hậu của Curitiba (1961–1990) |
| Tháng                                    | 1                                        | 2                                        | 3                                        | 4                                        | 5                                        | 6                                        | 7                                        | 8                                        | 9                                        | 10                                       | 11                                       | 12                                       | Năm                                      |
| ---------------------------------------- | ---------------------------------------- | ---------------------------------------- | ---------------------------------------- | ---------------------------------------- | ---------------------------------------- | ---------------------------------------- | ---------------------------------------- | ---------------------------------------- | ---------------------------------------- | ---------------------------------------- | ---------------------------------------- | ---------------------------------------- | ---------------------------------------- |
| Cao kỉ lục °C (°F)                       | 34.1 (93.4)                              | 34.8 (94.6)                              | 33.5 (92.3)                              | 30.3 (86.5)                              | 28.3 (82.9)                              | 28.2 (82.8)                              | 27.8 (82.0)                              | 30.6 (87.1)                              | 32.8 (91.0)                              | 32.8 (91.0)                              | 34.0 (93.2)                              | 33.1 (91.6)                              | 34.8 (94.6)                              |
| Trung bình ngày tối đa °C (°F)           | 26.6 (79.9)                              | 26.7 (80.1)                              | 25.7 (78.3)                              | 23.1 (73.6)                              | 21.1 (70.0)                              | 19.6 (67.3)                              | 19.4 (66.9)                              | 20.9 (69.6)                              | 21.3 (70.3)                              | 22.6 (72.7)                              | 24.5 (76.1)                              | 25.4 (77.7)                              | 23.1 (73.6)                              |
| Trung bình ngày °C (°F)                  | 20.4 (68.7)                              | 20.6 (69.1)                              | 19.6 (67.3)                              | 17.2 (63.0)                              | 14.5 (58.1)                              | 13.1 (55.6)                              | 12.9 (55.2)                              | 14.1 (57.4)                              | 15.0 (59.0)                              | 16.5 (61.7)                              | 18.2 (64.8)                              | 19.3 (66.7)                              | 16.8 (62.2)                              |
| Tối thiểu trung bình ngày °C (°F)        | 16.4 (61.5)                              | 16.3 (61.3)                              | 15.4 (59.7)                              | 12.8 (55.0)                              | 10.2 (50.4)                              | 8.4 (47.1)                               | 8.1 (46.6)                               | 9.2 (48.6)                               | 10.8 (51.4)                              | 12.5 (54.5)                              | 14.0 (57.2)                              | 15.4 (59.7)                              | 12.5 (54.5)                              |
| Thấp kỉ lục °C (°F)                      | 8.2 (46.8)                               | 6.8 (44.2)                               | 3.9 (39.0)                               | −4.0 (24.8)                              | −2.3 (27.9)                              | −4.0 (24.8)                              | −5.2 (22.6)                              | −5.2 (22.6)                              | −5.4 (22.3)                              | −1.5 (29.3)                              | −0.9 (30.4)                              | 3.6 (38.5)                               | −5.4 (22.3)                              |
| Lượng Giáng thủy trung bình mm (inches)  | 171.8 (6.76)                             | 157.6 (6.20)                             | 138.8 (5.46)                             | 94.8 (3.73)                              | 101.0 (3.98)                             | 115.6 (4.55)                             | 98.8 (3.89)                              | 73.4 (2.89)                              | 119.2 (4.69)                             | 133.3 (5.25)                             | 126.9 (5.00)                             | 152.3 (6.00)                             | 1.483,4 (58.40)                          |
| Số ngày giáng thủy trung bình (≥ 1.0 mm) | 15                                       | 12                                       | 12                                       | 8                                        | 7                                        | 7                                        | 6                                        | 7                                        | 9                                        | 10                                       | 10                                       | 13                                       | 116                                      |
| Độ ẩm tương đối trung bình (%)           | 79.0                                     | 80.0                                     | 80.0                                     | 79.0                                     | 82.0                                     | 82.7                                     | 81.0                                     | 79.0                                     | 82.0                                     | 82.0                                     | 80.0                                     | 82.0                                     | 80.7                                     |
| Số giờ nắng trung bình tháng             | 184.4                                    | 160.8                                    | 172.0                                    | 164.2                                    | 178.3                                    | 160.2                                    | 173.4                                    | 175.4                                    | 134.1                                    | 155.5                                    | 177.0                                    | 170.9                                    | 2.006,2                                  |
| Nguồn: INMET                             |                                          |                                          |                                          |                                          |                                          |                                          |                                          |                                          |                                          |                                          |                                          |                                          |                                          |